# Hugo Schneider
Hugo Schneider (* 12. März 1841 in Kassel; † 24. Dezember 1925 ebenda) war ein deutscher Maler und Architekt, der sich auf Kirchenbauten spezialisiert hatte. Zahlreiche Bauwerke sind erhalten und stehen inzwischen unter Denkmalschutz.

## Leben
Hugo Schneider begann sein Studium in Kassel an der Polytechnischen Schule bei Georg Gottlob Ungewitter. Gleich nach Beendigung seiner Ausbildung als Baumeister bekam er eine Stelle an der Dombauhütte in Köln und konnte hier unter Richard Voigtel am Ausbau des Kölner Doms mitarbeiten.

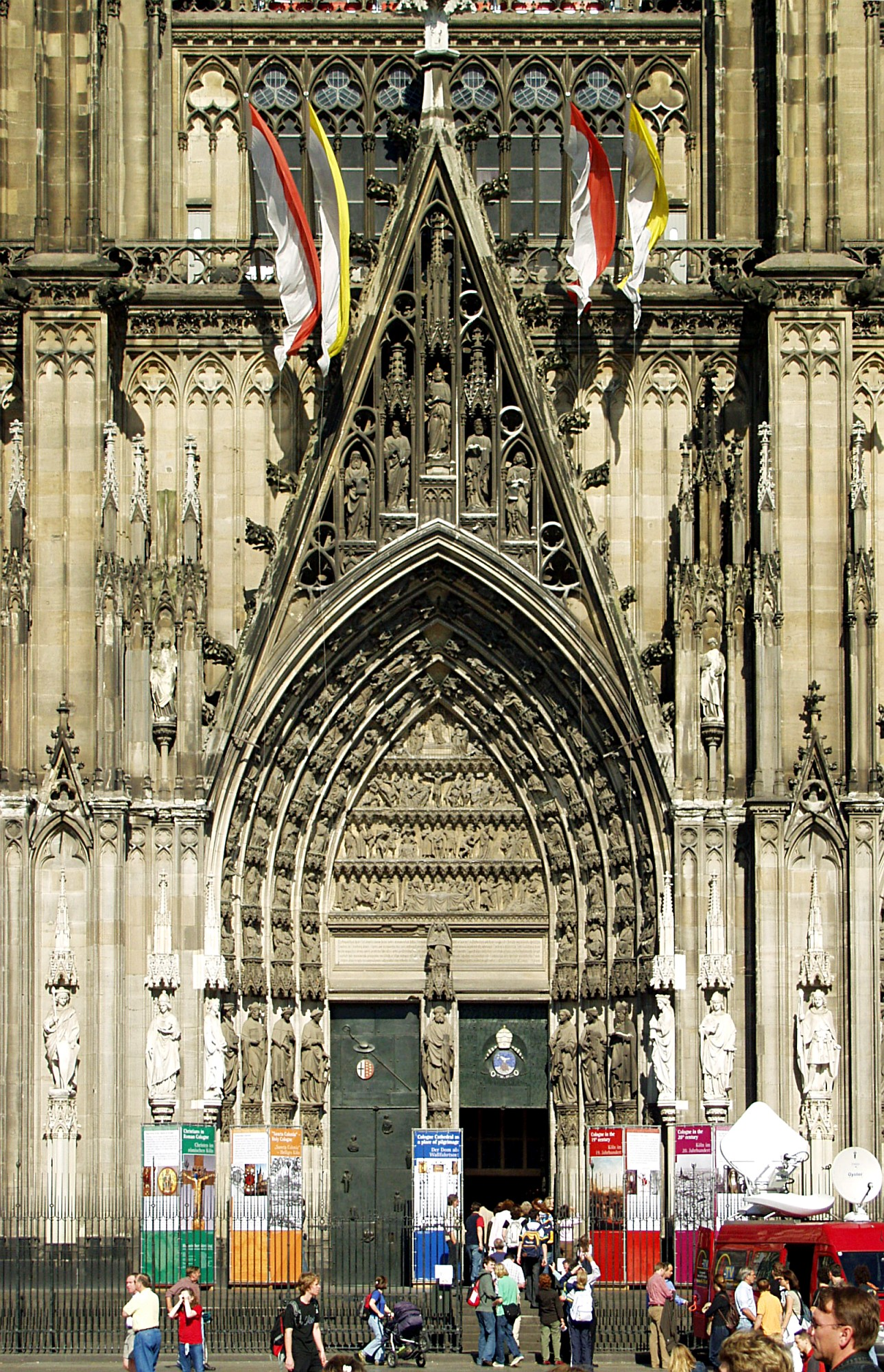
Die Felder dieser Bronzetür des Südportals vom Kölner Dom wurden nach Entwürfen von Hugo Schneider gestaltet.

Im Jahr 1864 wechselte er nach Wien zu Friedrich von Schmidt, um seine Kenntnisse zu vertiefen. Im Folgejahr machte sich Schneider in Aachen als Architekt selbstständig, wo er an der Neugestaltung der Raumdekoration des Aachener Domes mitwirkte und war hier insbesondere für die neogotische Altarausstattung verantwortlich. Ab 1867 studierte er bei Gilbert Scott in London. Hier muss er auch eine Doktorarbeit geschrieben haben, denn anschließend wurde er mit dem akademischen Titel Dr. geführt.
Von 1874 bis 1879 lebte er in Düsseldorf und widmete sich der Malerei. Dort war er Mitglied der Künstlervereins Malkasten.
Im Jahr 1879 erhielt Schneider eine Professur an der Akademie in Kassel und lehrte Bauwesen. Sein Amtsvorgänger war Otto Dehn-Rotfelser gewesen. In Aachen konnte Schneider wieder am Münster tätig werden – er war verantwortlich für die Umgestaltung des Glockenturms im neogotischen Stil. Auch für die St.-Martinskirche in Kassel und anschließend für die Lutherkirche im gleichen Ort erhielt Schneider Teilaufträge für die Turmgestaltung.
Zwischen 1908 und 1912 bereiste er Italien.
Im Jahr 1888 gehörte Hugo Schneider zu den Gewinnern eines Wettbewerbs um die Gestaltung der Kölner Domportale. Er gestaltete vier Bronzetüren der West- und Südseite des Kölner Doms.
Teile des Nachlasses befinden sich heute in den Sammlungen der Museumslandschaft Hessen Kassel, darunter ein Bestand von etwa 260 Architekturzeichnungen.

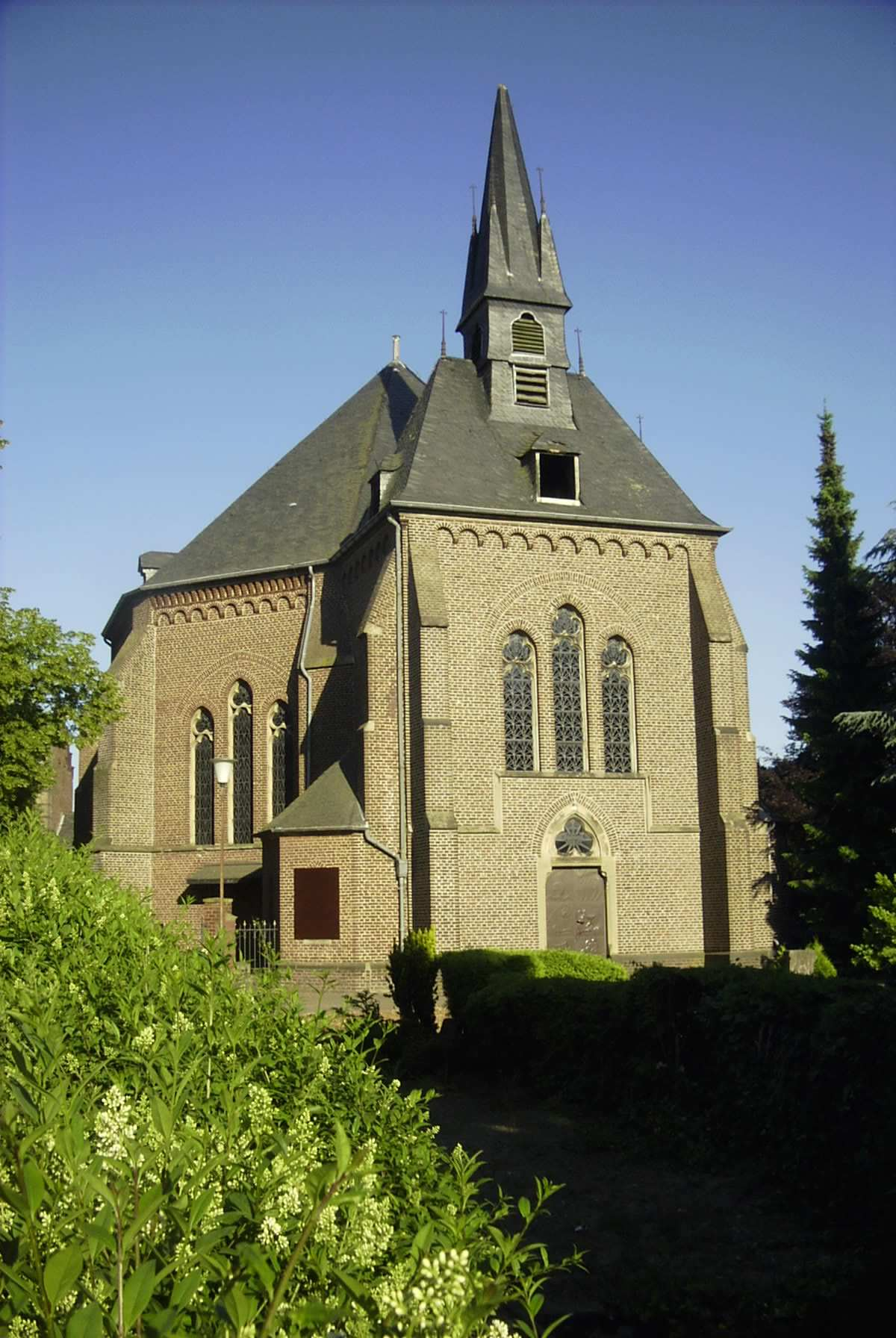
St. Simon und Judas Thaddäus in Otzenrath
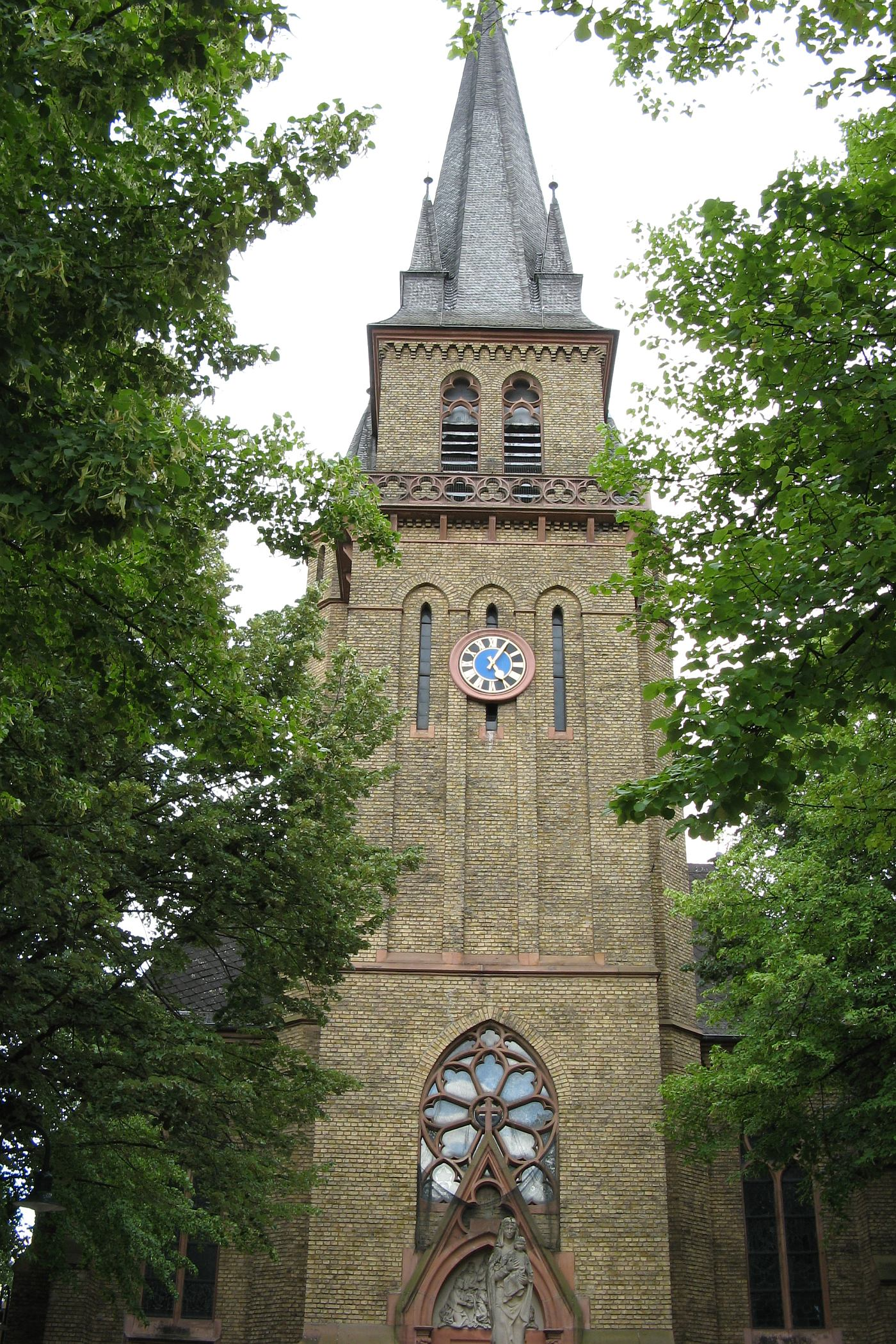
St. Marien in Biebrich
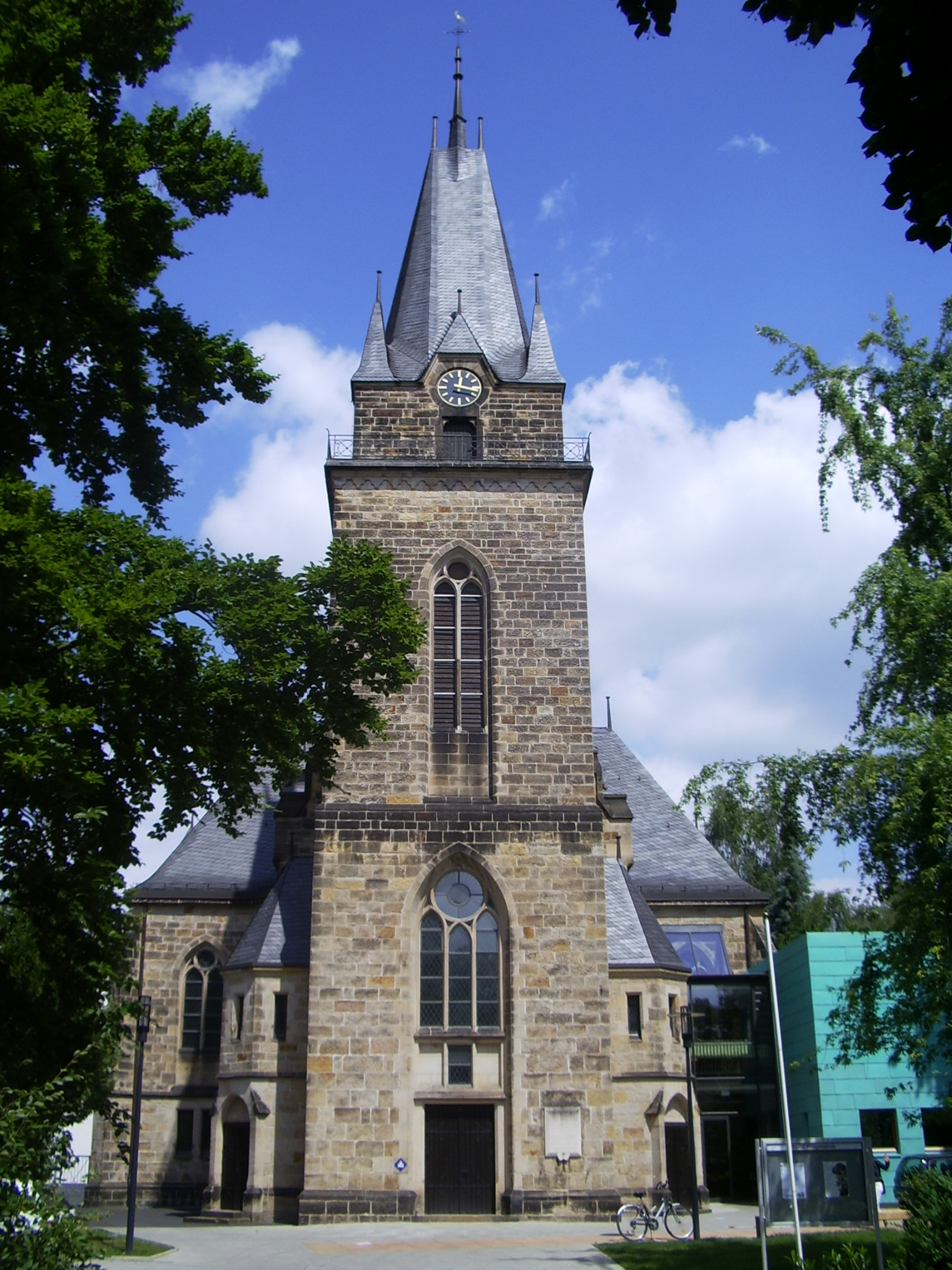
Petrikirche in Herford
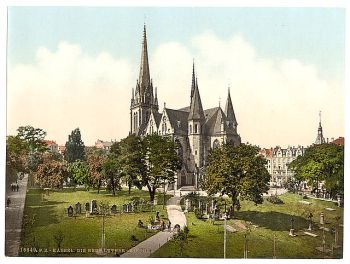
Lutherkirche in Kassel

## Bauwerke (Auswahl)
Nach Plänen Schneiders wurden etliche Kirchen, darunter St. Simon und Judas Thaddäus in Otzenrath sowie die Lutherkirche (Kassel) in seiner Heimatstadt, St. Marien in Wiesbaden-Biebrich, die Petrikirche in Herford, die Herz-Jesu-Kirche in Berlin-Tegel und die Pfarrkirche St. Georg in Berlin-Pankow errichtet. Außerdem gestaltete er die Türme der Martinskirche in Kassel nach neogotischem Geschmack um. In Keyenberg schuf er den Altar der schmerzhaften Mutter und 1868 den Sankt-Josefs-Altar in der Heilig-Kreuz Kirche.

## Sonstige Bauten und Kunst

Popperöder Brunnenhaus
Marktbrunnen in Lübeck
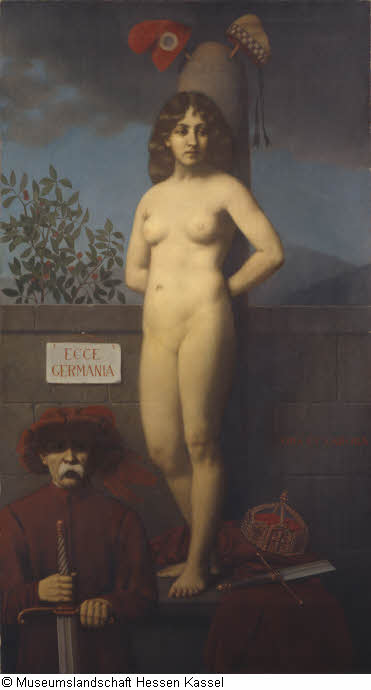
Ecce Germania

Ferner schuf Hugo Schneider Brunnen, so etwa den Löwenbrunnen am Kasseler Scheidemannplatz, der damals noch Friedrich-Wilhelms-Platz hieß, und das Popperöder Brunnenhaus in Mühlhausen/Thüringen. Der Marktbrunnen in Lübeck entstand 1873 und wurde 1934 wieder beseitigt.
Schneider kombinierte die Herstellung von Kunstgegenständen mit der Gestaltung von Bauwerken, so ist im Internet ein Wappen beschrieben, das er für die Tür des Kölner Doms gestaltet hat.
Für Fachbücher, beispielsweise dieses: Rheinlands Baudenkmale des Mittelalters – Ein Führer zu den merkwürdigsten mittelalterlichen Bauwerken am Rheine und seinen Nebenflüssen, zwischen 1868 und 1875 in mehreren Teilen erschienenes Werk, fertigte Hugo Schneider Aufnahmen und Zeichnungen.